# Kazimierz Wecel
Kazimierz Wecel (ur. 30 lipca 1912 w Łodzi, zm. 12 maja 1991 tamże) – fotografik, artysta plastyk, pracownik Muzeum Archeologicznego i Etnograficznego w Łodzi.

## Życiorys
Był synem Ludwika i Władysławy z Buczkowskich. Pierwsze lata życia spędził w Rosji, gdzie jego rodzina przeniosła się w 1913 r. Podczas I wojny światowej zginęli jego matka i dziadkowie (śmiercią głodową lub w wyniku chorób) oraz dwaj wujowie (na froncie). W 1919 r. trafił do ochronki w Pruszkowie, gdzie zaczął naukę w szkole powszechnej. Tutaj również po kilku latach został odnaleziony przez ojca. Nieznane są jego losy w latach 20.: jedne źródła mówią o pobycie w Wilnie, inne na Śląsku i w Zagłębiu.
Przez krótki czas w latach 30. mieszkał z ojcem w Dąbrowie Górniczej, gdzie pracował za utrzymanie lub za drobną opłatą u chłopów rzemieślników, czy w tartaku. Następnie przeniósł się do wuja Tadeusza Wecla do Sosnowca. Tam zaczął naukę w gimnazjum i po raz pierwszy zetknął się z fotografiką. Ujawniły się również jego uzdolnienia plastyczne. Przerwał edukację w tej szkole, ponieważ przeprowadził się do Łodzi. Mieszkał u wuja Buczkowskiego, malarza pokojowego. W Łodzi kontynuował naukę na wieczorowych kursach. Tam też pracował jako malarz dekorator w zakładzie braci Jankowskich, dodatkowo tworząc kopie znanych obrazów. Gimnazjum skończył eksternistycznie w Wilnie w 1937 r., a rok później zdał egzamin maturalny.
W 1935 r. służył w 28 pułku piechoty w Łodzi, następnie został przeniesiony na wojskowe ćwiczenia rezerwistów w Skierniewicach, gdzie pozostał do wybuchu II wojny światowej. Walczył w bitwie nad Bzurą. Dostał się do niewoli, jednak udało mu się zbiec do Łodzi, gdzie przyłączył się do ruchu oporu. 15 września 1943 r. został aresztowany przez gestapo, w październiku lub listopadzie wywieziony do Auschwitz, a później do obozu Mauthausen-Gusen w Austrii. Tam doczekał końca wojny.
Wrócił do Łodzi w 1945 r., a rok później zaczął studia w Państwowej Wyższej Szkole Sztuk Plastycznych, na Wydziale Plastyki Przestrzennej, które ukończył w 1951 r. By móc utrzymać się na uczelni, zatrudnił się w Muzeum Etnograficznym jako fotograf.
Po wojnie należał do licznych organizacji, m.in. do: Związku Bojowników o Wolność i Demokrację, Związku Zawodowego Pracowników Kultury i Sztuki, Związku Polskich Artystów Plastyków, Polskiej Zjednoczonej Partii Robotniczej, w której pełnił przez pewien czas rolę pierwszego sekretarza Podstawowej Organizacji Partyjnej. W latach 1972–75 był ławnikiem Sądu Powiatowego. W czasie studiów dołączył do Związku Młodzieży Polskiej i Akademickiego Związku Sportowego, z którego został powołany do kadry narodowej w sporcie strzeleckim.
Został uhonorowany medalem „Za Udział w Wojnie Obronnej 1939 r.”.
Prowadził na Uniwersytecie Łódzkim ćwiczenia z fotografii i rysunku, był też opiekunem praktykantów ze szkół zawodowych.
Ożenił się z Jadwigą Borsak, więźniarką z Ravensbrück. Nie mieli dzieci. Jadwiga Borsak zmarła w latach 70., natomiast Kazimierz Wecel zginął w wypadku 12 maja 1991 r. Pochowany został w Łodzi na cmentarzu komunalnym przy ul. Szczecińskiej.

## Praca w Muzeum Archeologicznym i Etnograficznym (MAiE) w Łodzi
Pracownikiem Muzeum został 15 września 1948 r. Dwa lata później przyjął na siebie obowiązki fotografa artystycznego, które pełnił do przejścia na emeryturę w 1976 r.
Początkowo praca w Muzeum miała być dla K. Wecla jedynie sposobem utrzymania się na studiach. Planował zostać malarzem. Jednak w MAiE odkrył, iż fotografia i praca z kamerą również dają mu satysfakcję artystyczną, o czym sam powiedział w jednej z rozmów "wspominkowych". Zorganizował od podstaw pracownię fotograficzną, towarzyszył etnografom w badaniach terenowych (penetracyjnych i stacjonarnych) w Polsce Środkowej, a także na Kaszubach, Kurpiach, Podlasiu, Spiszu, Żywiecczyźnie, w Kieleckiem i Rzeszowskiem. Początkowo dostawał wskazówki, jakie obiekty i wydarzenia powinien fotografować. Jednak według dyrektor J. Krajewskiej szybko pojął, na czym polega praca etnografa, co pozwoliło mu na usamodzielnienie się w wykonywaniu zdjęć. Fotografował przede wszystkim wytwory kultury ludowej, w tym wyroby rzemiosła i techniki produkcyjne, szczególnie jednak interesowało go budownictwo. Zdołał udokumentować gros drewnianych wówczas domów wiejskich. Oprócz tego fotografował muzealia w warunkach atelierowych. Łącznie fotografii etnograficznej poświęcił prawie 30 lat swojego życia.
Jego zdjęcia były częścią muzealnych wystaw, a także towarzyszyły pracom naukowym i popularnym. Znajdują się m.in. w publikacjach wydawanych przez Polską Akademię Nauk, Ossolineum, w „Pracach i Materiałach Muzeum Archeologicznego i Etnograficznego w Łodzi” czy „Łódzkich Studiach Etnograficznych”. W archiwum Muzeum znajduje się, według jednych źródeł – 20 tys., zaś innych – 40 tys. negatywów jego fotografii. Zrealizował też, we współpracy z Edwardem Czurką, dwa filmy dokumentalne.